# Henriettella odorata
Henriettella odorata es una especie de árbol perteneciente a la familia Melastomataceae. Se encuentra en Ecuador.  

## Descripción
Son árboles, que alcanza un tamaño de 7–16 m de alto, las yemas vegetativas jóvenes menuda pero deciduamente estrigulosas, de otro modo glabras. Las hojas elípticas a elíptico-obovadas, de 13–28.5 cm de largo y 4–12 cm de ancho, el ápice cortamente acuminado, base ampliamente aguda, margen entero, los finos cistolitos típicamente evidentes solo en las hojas jóvenes, 5-plinervias. Las flores 4-meras, pedicelos 4–11 mm de largo; hipantos campanulados; cáliz 0.1–0.25 mm de largo, truncado o en forma de pestaña a ligeramente undulado, dientes exteriores obsoletos; pétalos ovados, 1.25–2.8 mm de largo y 1–1.75 mm de ancho, glabros; filamentos 2 mm de largo, tecas obovadas, 1.25 mm de largo, con un poro ancho, algo emarginado, dorsalmente inclinado, conectivo prolongado ca 0.3 mm y dilatado formando un diente dorsibasal 0.25 mm de largo; ovario 3–4-locular, 2/3 ínfero. El fruto es una baya deprimido-globosa, hasta 5 mm de diámetro, rojo vino cuando madura; semillas 1 mm de largo.

## Distribución y hábitat
Conocida en Nicaragua de una sola colección (Riviere 260) realizada en pluvioselvas, Río San Juan; a una altitud de 0–20 m s. n. m., se encuentra en Nicaragua, Costa Rica y Ecuador. La colección citada ha sido asignada tentativamente a esta especie debido a que difiere del material sudamericano por tener los pecíolos más cortos, las hojas menos plinervias y un poro de la antera marcadamente inclinado. En todos los aspectos restantes, el material centroamericano coincide bastante bien con H. odorata pero para confirmar su identidad se necesitan colecciones más completas.
Originaria de Ecuador, donde se conoce en cuatro localidades en las laderas orientales de los Andes. Una colección de 1938 es de Mera, otra colección de 1968 de la Colonia 24 de Mayo, también en la provincia de Pastaza. La localidad de Morona-Santiago, "Puerto Santana", no se puede localizar en los mapas modernos. Dos colecciones de 1988 y 1989 son del volcán Sumaco en el Parque nacional Sumaco Napo-Galeras. Considerada como "rara" por la UICN en 1997 (Walter y Gillett, 1998). El holotipo fue destruido al parecer, en el herbario de Berlín durante la Segunda Guerra Mundial. Aparte de la destrucción del hábitat, hay amenazas específicas no conocidas.

## Taxonomía
Henriettella odorata fue descrita por Friedrich Markgraf y publicado en Notizblatt des Botanischen Gartens und Museums zu Berlin-Dahlem 15(3): 380–381. 1941.